# منتخب العراق لكأس ديفيز
منتخب العراق لكأس ديفيز هو ممثل العراق الرسمي في كرة المضرب في كأس ديفيز.